# Islandia na Zimowych Igrzyskach Olimpijskich 1948
Islandię na Zimowych Igrzyskach Olimpijskich 1948 w szwajcarskim St. Moritz reprezentowało czterech zawodników, którzy wystartowali w dwóch dyscyplinach.
Był to debiut Islandii na zimowych igrzyskach olimpijskich.

## Wyniki

### Narciarstwo alpejskie

#### Mężczyźni
| Zawodnik              | Konkurencja | 1. przejazd | 1. przejazd | 2. przejazd | 2. przejazd | Czas końcowy | Pozycja | Źródło |
| Zawodnik              | Konkurencja | Czas        | Pozycja     | Czas        | Pozycja     | Czas końcowy | Pozycja | Źródło |
| --------------------- | ----------- | ----------- | ----------- | ----------- | ----------- | ------------ | ------- | ------ |
| Magnús Brynjólfsson   | Zjazd       | 3:48.2      | 64.         | Nie dotyczy | Nie dotyczy | 3:48.2       | 64.     | [ 1 ]  |
| Þórir Jónsson         | Zjazd       | 4:47.0      | 96.         | Nie dotyczy | Nie dotyczy | 4:47.0       | 96.     | [ 1 ]  |
| Guðmundur Guðmundsson | Zjazd       | 4:57.0      | 98.         | Nie dotyczy | Nie dotyczy | 4:57.0       | 98.     | [ 1 ]  |
| Guðmundur Guðmundsson | Slalom      | 2:09.4      | 60.         | 1:45.2      | 61.         | 3:54.6       | 59.     | [ 2 ]  |

| Zawodnik              | Konkurencja | Zjazd  | Zjazd     | Slalom      | Slalom      | Slalom      | Slalom    | Suma punktów | Pozycja | Źródło |
| Zawodnik              | Konkurencja | Zjazd  | Zjazd     | Czasy       | Czasy       | Suma czasów | Punkty    | Suma punktów | Pozycja | Źródło |
| Zawodnik              | Konkurencja | Czas   | Punkty    | 1. przejazd | 2. przejazd | Suma czasów | Punkty    | Suma punktów | Pozycja | Źródło |
| --------------------- | ----------- | ------ | --------- | ----------- | ----------- | ----------- | --------- | ------------ | ------- | ------ |
| Magnús Brynjólfsson   | Kombinacja  | 3:48.2 | 29,47 pkt | 1:39.0      | 1:28.7      | 3:07.7      | 23,29 pkt | 52,76 pkt    | 48.     | [ 3 ]  |
| Þórir Jónsson         | Kombinacja  | 4:47.0 | 61,79 pkt | 1:57.0      | 1:20.5      | 3:17.5      | 27,61 pkt | 89,4 pkt     | 65.     | [ 3 ]  |
| Guðmundur Guðmundsson | Kombinacja  | 4:57.0 | 67,3 pkt  | 2:15.8      | 1:24.8      | 3:40.6      | 37,81 pkt | 105,11 pkt   | 67.     | [ 3 ]  |

### Skoki narciarskie

#### Mężczyźni
| Zawodnik         | Konkurencja                | Dystans  | Dystans  | Suma punktów | Pozycja | Źródło |
| Zawodnik         | Konkurencja                | 1. seria | 2. seria | Suma punktów | Pozycja | Źródło |
| ---------------- | -------------------------- | -------- | -------- | ------------ | ------- | ------ |
| Jónas Ásgeirsson | Skocznia normalna indywid. | 57 pkt   | 59,5 m   | 179,8 pkt    | 37.     | [ 4 ]  |